# 小西公大
小西 公大（こにし こうだい、1975年〈昭和50年〉12月7日 ｰ ）は、日本の文化人類学者。学位は博士（社会人類学）。東京学芸大学准教授、変人類学研究所所長。

## 概要
インド北西部のタール砂漠や、日本の離島（佐渡島・隠岐島）をフィールドに、アートや芸能、音楽のもつ力を通じた社会空間の創造に関する研究を進めている。「これからの時代を担うのは変人である」をモットーに、変人類学研究所を立ち上げ、個人の潜在能力を伸ばす次世代教育のあり方を探求。越境体験を基盤とした人類学的フィールド教育の可能性の探究。仲間とともに自己変容型フィールド学習（FSL）の構築を行う。近年は空間コンピューティング時代の人類の知覚・認識と可能性を模索し社会実装を目指す、拡張人類学研究所の立ち上げに尽力。

## 来歴

### 生い立ち
千葉県出身。東京都立大学人文学部、同大学院社会人類学専攻にて修士・博士号を取得。大学入学とともにインドに一人旅に出る。価値観や世界認識を揺さぶられる経験から、人間存在の面白さと差異の力学を拡張していきながらも全体的調和を保つインド世界の社会メカニズムに目を開かされ、社会人類学を志すようになる。爾来、インドの沙漠エリアに通い詰め、フィールドワークに勤しむ。

### 職歴
日本学術振興会特別研究員（DC2、東京都立大学大学院）、東京大学東洋文化研究所特別研究員、東京外国語大学現代インド地域研究推進事業特任研究員を経て、現職。日本文化人類学会評議員、日本南アジア学会理事、NPO法人FENICS理事、NPO法人みんなの進路委員会理事、変人學会理事。

## 著書・編著

### 著書
- 『ヘタレ人類学者、沙漠をゆく：僕はゆらいで、少しだけ自由になった。』（大和書房、2024年）

### 編著
- 『そして私も音楽になった：サウンド・アッサンブラージュの人類学』（うつつ堂、2024年）

### 共著
- Jaisalmer: Life and Culture of the Indian Desert, D.K.Printworld（2013年）

### 共編著
- 『フィールド写真術』（秋山裕之共編、古今書院、2016年）
- 『人類学者たちのフィールド教育』（箕曲在弘・二文字屋脩共編、ナカニシヤ出版、2021年）
- 『萌える人類学者』（馬場淳・平田 晶子・森昭子共編、東京外国語大学出版会、2021年）
- 『インドを旅する５５章』（宮本久義共編、明石書店、2021年）など。

### 分担執筆
- 『神話と芸能のインド：神々を演じる人々』 「神と人／人と人を結びつけるもの：タール沙漠の諸芸能集団をめぐって」（山川出版社、2008年8月）
- 『南アジア社会を学ぶ人のために』 「トライブ」（世界思想社教学社、2010年10月）
- 『インド民主主義の発展と現実』 「ラージャスターン州：州民の選挙行動にみる振り子運動」、「ゴア州：政治的構造の維持と、政党内の分裂傾向」（勁草書房、2011年2月）
- 『カーストから現代インドを知るための30章』 「『カースト』と『トライブ』：集団範疇をめぐる政治学」、「マーンガニヤール：人間類型の迷宮への誘い」（明石書店、2012年8月）
- 『現代インド5：周縁からの声』 「『民俗芸能』が創造されるとき：文化運動と生存戦略」（東京大学出版会、2015年3月）
- 『景観人類学：身体・政治・マテリアリティ』 「景観と開発のあわいに生きる：インド・タール沙漠における風力発電開発事業と人びとの世界認識」（時潮社、2016年3月）
- 『先住民からみる現代世界』 「包摂と排除の政治力学：インドにおける指定トライブ、ビールの表象を巡って」（昭和堂、2018年2月）
- 『多文化共生社会に生きる：グローバル時代の多様性・人権・教育』「砂漠に吹く新しい教育の風：ダルバーリー自由ヴァルドルフ校の試み」（明石書店、2019年5月31日）
- 『現代アジアをつかむ』「アジアにおける文化的コンテンツの再編：アジア的なるものはどのように創られてきたのか」（明石書店、2022年3月）
- 他

### 論文
- 多数→Researchmap

## メディア出演

### テレビ
- NHK「モンダイな条文～世界の"謎ルール"～」（2020年8月30日）
- TBS「新・情報7daysニュースキャスター」（2022年1月29日）
- NHK Eテレ「木村多江の、いまさらですが…インド14億人のパワー〜映画とIT〜」（2023年8月28日）

### ラジオ
- ニッポン放送｢土屋礼央 レオなるど｣（2017年6月6日・11月13日、2018年1月4日）
- JFN  simple style -オヒルノオト-（2017年7月13日）
- 渋谷のラジオ（2018年2月21日）
- ニッポン放送「戸田恵子 オトナクオリティ」（2022年9月5日）
- J-WAVE 「PEOPLE'S ROASTERY」 #バイブス人類学（2025年4月7日）
- NHKラジオ「高橋源一郎の飛ぶ教室」（2025年4月11日）